# Zodariellum tibesti
Zodariellum tibesti är en spindelart som först beskrevs av Rudy Jocqué 1991.  Zodariellum tibesti ingår i släktet Zodariellum och familjen Zodariidae.
Artens utbredningsområde är Tchad. Inga underarter finns listade i Catalogue of Life.